# Gastrinia vaginata
Gastrinia vaginata är en insektsart som beskrevs av Stsl 1859. Gastrinia vaginata ingår i släktet Gastrinia och familjen Tropiduchidae. Inga underarter finns listade i Catalogue of Life.